# メイズハウ

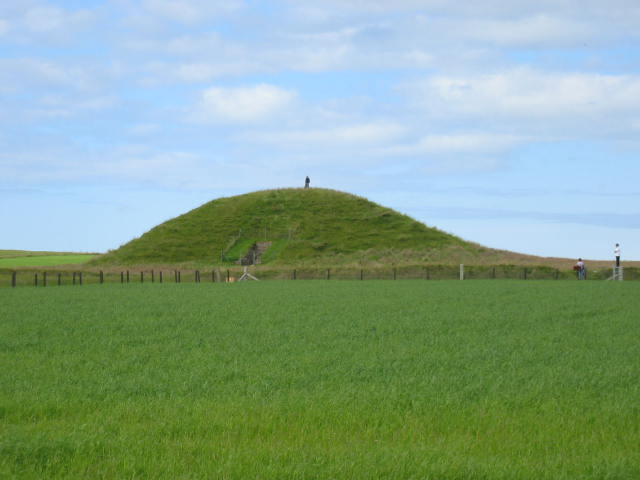
メイズハウ墳墓

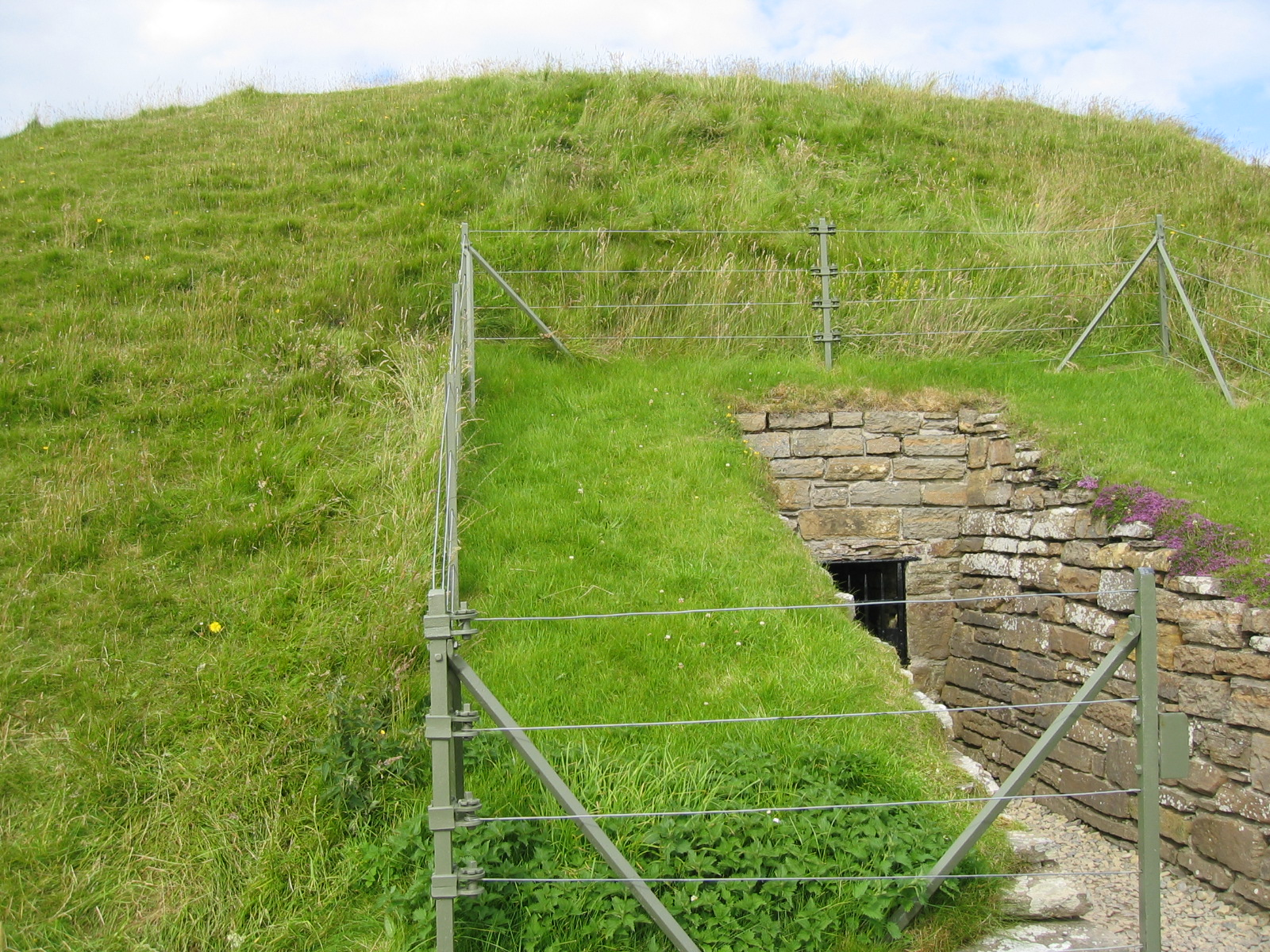
メイズハウの入り口

メイズハウ（Maeshowe、Maes Howe）は、イギリス・スコットランド北東沖にあるオークニー諸島内のメインランド島にある、
新石器時代のチェンバード・ケアン及び羨道墳である。
スカラ・ブレイを含むメイズハウのまわりのモニュメントは、1999年に世界遺産に登録されている。